# Une Nuit infernale
Pour plus de détails, voir Fiche technique et Distribution.
Une Nuit infernale (Hell Night) est un film d'horreur américain réalisé par Tom DeSimone (en) et sorti en 1981. Il raconte la nuit passée par quatre étudiants dans un manoir abandonné et réputé hanté. L'intrigue mélange des éléments de slasher et de films gothiques de maisons hantées. Le cinéaste Chuck Russell est producteur exécutif du projet, tandis que son collaborateur de longue date Frank Darabont est assistant de production.
Le scénario est écrit par Randy Feldman, alors récemment diplômé d'université, qui propose ce script spéculatif à plusieurs studios, dont la Compass International Pictures (en) d'Irwin Yablans (en). Le producteur Bruce Cohn Curtis s'implique ensuite dans le projet et engage Linda Blair dans le rôle principal, avec qui il avait collaboré sur plusieurs films, parmi lesquels Les Challengers (1979), une autre production de la Compass International. Il s'agit du premier rôle de Blair dans un film d'horreur depuis plusieurs années, après ses prestations dans L'Exorciste  (1973) et L'Exorciste 2 : L'Hérétique (1977). Le tournage a lieu à Redlands en Californie au manoir de Kimberly Crest (en) à la fin des années 1980, suivi d'autres prises à Los Angeles. Le calendrier est extrêmement serré et oblige les acteurs et l'équipe à tourner tout au long de la période des fêtes de fin d'année.
Le film sort en salles en août 1981 et sera la dernière production de la Compass International Pictures avant sa disparition. C'est un succès mineur au box-office, rapportant 2,3 millions $ pour un budget de 1,4 million $. La réception des critiques est généralement mitigée, certains notent sa similitude avec d'autres slashers et salue la prestation de Blair, tandis que d'autres louent sa direction artistique et trouvent le film effrayant. Dans les années qui suivent sa sortie, le film devient culte. Certains critiques et spécialistes du cinéma soulignent son sous-texte sur la classe sociale, ainsi que sa représentation du personnage de Blair comme une dernière survivante ingénieuse et intelligente,.

## Synopsis
Lors d'une soirée costumée à l'université, Peter (Kevin Brophy (en)) se prépare à intégrer quatre nouveaux étudiants dans la fraternité Alpha Sigma Rho. Il s'agit de Jeff (Peter Barton (en)), un garçon issu d'un milieu aisé, Marti (Linda Blair), une fille intelligente issue d'un milieu populaire, Denise (Suki Goodwin), une fêtarde originaire d'Angleterre, et Seth (Vincent Van Patten), un surfeur du sud de la Californie. Pour leur initiation, le groupe doit passer la nuit au manoir Garth, un lieu abandonné appartenant autrefois à Raymond Garth, qui a assassiné sa femme et ses trois enfants malformés Morris, Margaret et Suzanne, avant de se pendre. Alors qu'il avait eu un quatrième enfant malformé, Andrew, le corps de celui-ci n'a jamais été retrouvé, ni celui de Morris. La rumeur dit qu'ils se cachent toujours dans le manoir.
Peter verrouille les grandes portes en fer du domaine et le jeu peut commencer. Jeff et Marti se lient en discutant de leurs classes sociales contrastées pendant que Seth et Denise flirtent. Le groupe subit plusieurs frayeurs que Peter, avec deux autres étudiants, May et Scott, ont installées dans le manoir pour les effrayer. May et Scott sont assassinés par un agresseur mystérieux. Peter découvre le corps de Scott pendu depuis le toit et s'enfuit dans un labyrinthe de haies, où un deuxième agresseur l'assassine avec une faux.
Pendant ce temps, Seth va aux toilettes, pour revenir et découvrir Denise disparue et la tête coupée de May dans le lit. Paniqué, il alerte Marti et Jeff et escalade le portail pour s'échapper et alerter la police. Jeff enquête ensuite sur une lumière qu'il a aperçu dans le labyrinthe et découvre qu'il s'agit de la lampe de poche de Peter tombée près de son cadavre. De retour au manoir, quelqu'un les attaque dans leur chambre et Jeff utilise une fourche pour blesser l'agresseur, qui disparaît. Ils enlèvent le tapis et découvrent une trappe par laquelle l'agresseur s'est enfui. Le couple descend dans les tunnels, où il découvre le cadavre de Denise assise à une table avec les corps desséchés de la famille Garth.
Seth arrive au poste de police local, implorant de l'aide, mais la police le croit en train de faire une farce de la fraternité. Il vole un fusil de chasse et s'empare d'une voiture. Pendant ce temps, Jeff et Marti échappent aux frères Garth. Seth retourne au manoir, où il tire et tue Morris Garth à l'extérieur. Jeff et Marti le retrouvent dans le hall d'entrée mais Andrew tue Seth avant de poursuivre le couple jusqu'à la chambre. Jeff exhorte Marti à s'échapper par la fenêtre. Avant qu'il ne puisse lui emboîter le pas, Andrew l'attrape et le jette par la fenêtre, le tuant.
Marti entre dans le labyrinthe de haies, où elle tombe sur le cadavre de Peter et lui arrache les clés du portail. Elle déverrouille les portes et s'échappe dans le véhicule volé par Seth, renversant l'une des portes en fer dans sa tentative. Attaqué par Andrew depuis le toit du véhicule, elle mène la voiture sur le portail tombé, empalant Andrew sur ses pointes. Elle reste ainsi dans le véhicule jusqu'au lever du jour puis sort de la voiture et s'éloigne stoïquement.

## Fiche technique
- Titre original : Hell Night
- Titre français : Une Nuit infernale
- Réalisation : Tom DeSimone (en)
- Scénario : Randy Feldman
- Photographie : Mac Ahlberg
- Montage : Anthony DiMarco
- Musique : Dan Wyman (en)
- Production : Irwin Yablans (en) et Bruce Cohn Curtis
- Pays d'origine : États-Unis
- Format : Couleurs - 1,85:1 - Mono
- Genre : horreur, slasher
- Durée : 102 minutes
- Date de sortie :
  -  États-Unis : 7 août 1981

## Distribution
- Linda Blair : Marti Gaines
- Peter Barton (en) : Jeff Reed
- Vincent Van Patten : Seth
- Suki Goodwin : Denise Dunsmore
- Kevin Brophy (en) : Peter Bennett
- Jimmy Sturtevant : Scott
- Jenny Neumann : May West
- Gloria Heilman : une fille à la fête
- Hal Ralston : le vieux flic
- Carey Fox : le jeune flic
- Ron Gans (en) : le chauffeur
- Jean Hasselhoff : un invité à la fête (non crédité)
- Nathan L. Truman : un membre de la Fraternité (non crédité)

## Thèmes
James Tucker de magazine Rue Morgue note que Une Nuit infernale contient un sous-texte concernant la classe sociale dans les deux personnages centraux (Marti de la classe ouvrière et Jeff de la classe aisée discutent longuement des différences entre leurs origines respectives de classe inférieure et supérieure) tout comme les antagonistes Andrew et Morris Garth, des frères difformes qui ont été négligés par leur riche père et cachés dans le vaste manoir familial.
Le critique littéraire et spécialiste du cinéma John Kenneth Muir cite le personnage de Marti comme emblématique de la classe ouvrière, écrivant : « C'est une jeune femme intelligente qui répare des voitures (son père est garagiste), et est résolument col bleu, contrairement aux autres. Elle engage et partage une conversation intéressante sur le capitalisme et la division entre les riches et les pauvres avec le malheureux Jeff ».

## Production

### Développement
Randy Feldman, alors récemment diplômé de l'université de Californie à Berkeley, écrit le scénario de Une Nuit infernale sur une période d'environ cinq semaines, s'inspirant vaguement de l'intrigue de Black Christmas (1974), qui se concentrait sur un tueur s'attaquant aux sœurs d'une sororité. Il déclare dans une interview en 2018 qu'il a abordé l'écriture du scénario de manière littéraire, en raison de son expérience en tant qu'étudiant en anglais, et a admis que le projet original était excessivement détaillé.
Feldman a proposé le script spéculatif à plusieurs studios, dont la Compass International Pictures (en) d'Irwin Yablans (en), qui avait distribué Halloween : La Nuit des masques (1978) de John Carpenter. Le producteur Bruce Cohn Curtis, un collègue de Yablans, contacte par la suite Feldman et exprime son intérêt pour l'achat des droits du film. Mark L. Lester a également lu le scénario, mais n'a pas réalisé le projet. Curtis et son frère ont aidé à financer le film, que Curtis a présenté au réalisateur Tom DeSimone (en), avec qui il avait travaillé sur Le Sexe qui chante (en) (1977). Plusieurs des financiers du film étaient des hommes d'affaires de Washington, amis du frère de Curtis,.
Le scénario de Feldman est légèrement modifié après son achat par Curtis, principalement dans la mise en œuvre d'un méchant supplémentaire. Le projet original ne présentait qu'un des frères Garth comme tueur au lieu de deux. Chuck Russell, qui réalisera plus tard Les Griffes du cauchemar (1987), est producteur exécutif sur le film.

### Choix des acteurs
L'actrice Linda Blair est la première à s'attacher au projet grâce à sa relation de travail avec le producteur Curtis, qui avait produit plusieurs de ses films précédents, dont Born Innocent (1974) et Les Challengers (1979). Le film marque son retour au genre de l'horreur après L'Exorciste  (1973) et L'Exorciste 2 : L'Hérétique (1977).
Johanna Ray (en), directrice de casting du film, travaille alors sur son premier long métrage. Curtis propose au mannequin Peter Barton (en) le rôle de Jeff, alors qu'il envisage à l'époque d'abandonner sa carrière d'acteur, mais Curtis le convainc de jouer dans le film. Vincent Van Patten est choisi pour le rôle de Seth, tandis que Suki Goodwin, une actrice anglaise, tient le rôle de Denise.

### Tournage

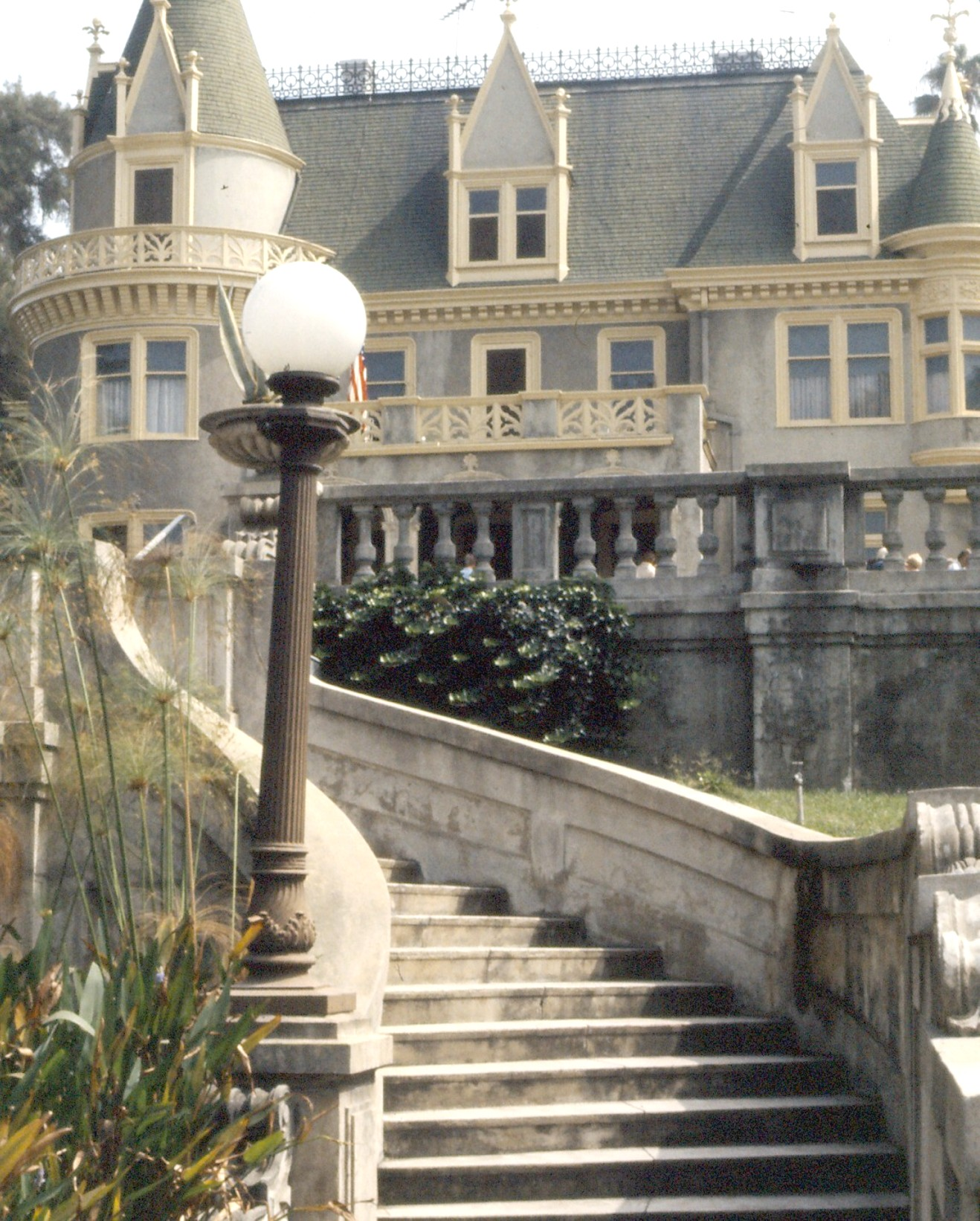
Le film est tourné au manoir de à Redlands en Californie.

Le tournage principal de Une Nuit infernale dure 40 jours et se déroule de novembre 1980 à  janvier 1981 avec le directeur de la photographie suédois Mac Ahlberg. Frank Darabont, un collaborateur régulier du producteur exécutif du film Chuck Russell, sert d'assistant de production.
Le budget initial est d'un million de dollars, mais la durée du tournage pendant la période des fêtes allonge le budget de 400 000 $ supplémentaires. Le calendrier de tournage consiste en semaines de six jours et est décrit comme exténuant. L'actrice principale Linda Blair rappelle que les tournages quotidiens duraient de 5h00 à 23h00 et que le calendrier serré exigeait que les acteurs et l'équipe passent Thanksgiving à travailler sur le film, la production louant un bus à impériale pour apporter le repas de Thanksgiving.
La majorité du film est tournée dans trois endroits : l'extérieur du manoir Garth est tourné au manoir de Kimberly Crest (en) à Redlands, le labyrinthe de haies a été créé de toutes pièces car il n'y avait pas de véritable labyrinthe sur la propriété du manoir, et l'intérieur du manoir Garth est tourné dans une résidence de Pasadena. La soirée de fraternité est tournée dans le hall d'un appartement à Los Angeles, et les extérieurs de la fête sont tournées à l'université de Redlands. Les tunnels apparemment nombreux dans le film n'étaient en réalité que deux couloirs à travers lesquels le réalisateur a fait courir les acteurs à plusieurs reprises sous différents angles. Des tournages intérieurs supplémentaires ont eu lieu aux Raleigh Studios à Hollywood.
Le réalisateur DeSimone déclare qu'il souhaitait un « style gothique classique » pour le film : « Je n'aime pas ces films d'horreur où les gens se promènent dans des maisons hantées en jeans et en t-shirts. Alors nous nous sommes réunis et j'ai dit que je voulais Linda dans une robe de type gothique. Et nous avons eu l'idée de faire de la soirée une fête costumée. Et de cette façon, nous avons pu avoir tout le monde dans ce genre de costumes qui correspondaient à leur personnalité ». Pendant le tournage, le producteur Curtis a exhorté DeSimone à mettre en œuvre une longue séquence de poursuite pour le personnage de Linda Blair après avoir vu une séquence similaire de Jamie Lee Curtis dans Le Monstre du train (1980), ce qui sera la base de la séquence de poursuite se déroulant dans les tunnels sous le manoir.
Les deux acteurs incarnant les tueurs de Garth ne figurent nulle part dans le générique, même si leurs vrais noms seraient Valentino Richardson et Chad Butler. Cependant, dans le commentaire du DVD du film, il est noté qu'ils sont tous deux de nationalité allemande, qu'ils parlent peu ou pas anglais, et que l'un d'eux (l'homme barbu d'âge moyen) est décédé peu de temps après la sortie du film.

## Accueil

### Box-office
Une Nuit infernale bénéficie d'une sortie limitée aux États-Unis et sort en salles le 7 août 1981, commençant son exploitation dans des villes telles que Détroit et Miami. Au cours de sa première semaine à Détroit, il est le film le plus rentable de la ville, dépassant Les Aventuriers de l'arche perdue, avec des recettes au box-office totalisant 187 000 $.
Trois semaines plus tard, le 28 août 1981, le film bénéficie d'une plus large sortie en salles avant d'avoir ses premières à Los Angeles et à New York le 4 septembre 1981. Au cours du week-end du 4 septembre, le film se classe au onzième rang du box-office américain, avec des recettes de 832 000 $. Le film rapporte un total de 2 300 000 $ US aux États-Unis à la fin de sa exploitation.

### Critiques
Une Nuit infernale reçoit des critiques mitigées à négatives au moment de sa sortie. John Corry du New York Times donne au film une critique médiocre, écrivant que « Une Nuit infernale apporte une contribution originale au genre. Une étudiante, jouée par Linda Blair du fameux L'Exorciste, s'échappe de cette terrible maison. [...] Miss Blair est âpre et plutôt vide, mais le personnage qu'elle joue est une enfant de la classe ouvrière. Son père dirige une station-service. Vous comprenez ? Ces méchants enfants privilégiés n'ont que ce qu'ils méritent. Peut-être que les nouveaux cinéastes ne sont que des libéraux sentimentaux, après tout ».
Time Out écrit : « Incroyable [...] ce qu'un réalisateur, un cadreur et un panel d'acteurs compétents peuvent faire pour aider une intrigue molle », qualifiant le film de « assez regardable par rapport à l'arnaque moyenne qu'était Halloween : La Nuit des masques ». Tom Shales du Washington Post critique la prestation de Blair et résume : « Le réalisateur Tom DeSimone gère les chocs avec compétence mais sans imagination, et la plupart des gens seront capables de deviner de quel côté du cadre la bête sautera. Le directeur de la photographie Mac Ahlberg (Moi, une femme) ne parvient pas à tirer le meilleur parti du beau manoir de 16 pièces à Redlands en Californie, où la majeure partie du film a été tournée, peut-être en une nuit ».
Roger Ebert du Chicago Sun-Times attribue au film la note d'une étoile en écrivant : « Vous savez qu'un film est en difficulté lorsque ce qui se passe à l'écran inspire à rêvasser. J'ai tenu jusqu'à la première bobine et rien ne s'est passé. Après, j'étais quelque part au milieu de la troisième bobine, et toujours rien ne se passait. Par « rien », d'ailleurs, j'entends rien d'original, d'inattendu, de bien conçu, de jeu intéressant ou même de violence passionnante ». Une critique publiée dans TV Guide note que le film contient « quelques moments efficaces » et ajoute que « bien que le contenu gore réel soit faible, les éléments excitants sont importants, une façon de faire que DeSimone continuera d'explorer dans ses futurs films d'exploitation ».
Le critique Kevin Thomas (en) du Los Angeles Times écrit favorablement sur le film, louant la prestation de Blair et remarquant que sa direction artistique et la conception des costumes « contribuent substantiellement au savoir-faire globalement supérieur de Une Nuit infernale. [...] C'est le genre dde films qui pourrait bien donner des cauchemars aux adultes comme aux jeunes ». Thomas Fox du Commercial Appeal estime également que le film est effrayant, écrivant : « Une Nuit infernale est effrayant. Idiot, prévisible et parfois involontairement drôle. Mais effrayant ». Patrice Smith du Evansville Courier & Press (en) estime que le scénario est « écrit avec une dose modérée d'intelligence » et fait l'éloge de la photographie et des acteurs du film, ajoutant qu'il « revient aux approches classiques du suspense en matière de mise en scène. Cette méthode seule est louable ».
Linda Blair est nommée aux Razzie Awards dans la catégorie de la pire actrice pour sa prestation, « perdant » face à Faye Dunaway pour Maman très chère et Bo Derek pour Tarzan, l'homme singe, qui sont à égalité.
En mai 2023 , 57 % des 14 critiques du site de notation Rotten Tomatoes donne au film une critique favorable, avec une note moyenne pondérée de 5/10. Sur Metacritic, le film a une note moyenne pondérée de 36 sur 100, sur la base de 4 critiques, indiquant « des critiques généralement défavorables ».

### Sorties vidéos
Le film est édité en VHS par Media Home Entertainment en 1982. Il est ensuite édité en DVD par Anchor Bay Entertainment le 31 août 1999,. Cette version comporte un commentaire audio avec Linda Blair, les producteurs Bruce Cohn Curtis et Irwin Yablans et le réalisateur Tom DeSimone. Il comprend également des spots télévisés et la bande-annonce originale en bonus.
Le 2 janvier 2018, Scream Factory (en) sort le film pour la première fois sur Blu-ray dans une édition collector, qui comprend quatre heures de nouvelles interviews, ainsi que les bonus contenus sur le DVD d'Anchor Bay de 1999. Le distributeur britannique 101 Films sort une édition limitée Blu-ray le 26 juillet 2021.

## Postérité
Une Nuit infernale devient un film culte dans les années qui suivent sa sortie. Le critique Robin Wood (en) salue rétrospectivement le film pour avoir dépeint un personnage principal fort, Marti, le considérant comme « une héroïne active et ingénieuse capable de faire plus que crier et tomber ». Anton Bitel écrit en 2021 dans le magazine Little White Lies (en) que de la même manière que le film « reconfigure le slasher en lutte sociale, avec Marti non seulement comme dernière survivante, mais aussi comme héroïne de la classe ouvrière. Et même si elle peut continuer à embrasser liberté et égalité, Marti apprend à tourner le dos à la fraternité. Le spécialiste littéraire John Kenneth Muir note également que le personnage de Marti est cité comme l'une des nombreuses héroïnes féminines de slasher qui portent un prénom mixte, ajoutant que « que cela soit significatif ou non, Blair crée un personnage unique et intéressant ».
Dans son livre  The Gorehound’s Guide to Splatter Films of the 1980s (2003), le spécialiste du cinéma Scott Stine écrit à propos du film : « Une Nuit infernale est l'un de ces rapides stalk 'n' slash du début des années 1980 qui, bien que presque universellement méprisés à l'époque, malgré le fait qu'ils ont rapportaient de l'argent, est en fait assez attachant rétrospectivement.
En 2013, Ray Fulk, un résident de Lincoln dans l'Illinois, lègue son domaine d'un million de dollars, comprenant une ferme de 67 hectares, aux deux acteurs du film, Peter Barton et Kevin Brophy, dont il était fan,. Dans son testament, il décrit Barton et Brophy comme des amis, bien qu'aucun d'eux ne l'ait jamais rencontré.